# Частуха подорожникова
Частуха подорожникова, частуха звичайна (Alisma plantago-aquatica) — вид частухоцвітих рослин родини частухових. Слово Alisma кельтського походження й означає «вода». Видовий епітет plantago вказує на схожість листя з листям подорожника.

## Поширення, екологія
Цей вид поширений від північної Європи до Африки і Південно-Східної Азії: від Європи на схід, через Кавказ, Близький Схід, Сибір, Казахстан, Гімалаї і Монголію до Далекого Сходу Росії, Китаю, Японії, Корейського півострова й до М'янми, Таїланду та В'єтнаму. Висота проживання: 0-1200 м. Вид введений в Австралію та Нову Зеландію.
Це багаторічна трав'яниста рослина-гелофіт (росте частково занурена у воду). Тримається водно-болотних угідь, периферії струмків і річок, в озерах, ставках і болотистих басейнів, а також деяких штучних місць проживання, таких як канали і рисові поля. Це хороший колоніст і часто утворює великі і локально панівні поселення в недавно розкопаних басейнах з глинистим дном.

## Морфологія
Трав'яниста безволоса рослина, яка росте на мілководді, трикутний стрижень до 1 м заввишки. Листя надводне, черешкове, від лінійно-ланцетного до широко еліптичного й до яйцеподібного, завдовжки 15-30 см, шириною 1—12 см. Має розгалужене суцвіття, яке містить численні дрібні квіти, 1 см в діаметрі. Пелюстки від пурпурно-білих до пурпурно-рожевих. Цвіте з червня до серпня. Плід — сім'янка: яйцеподібна, довжиною 1,7 до 3,1 мм. 2n = 14.

## Використання
Широко використовується як декоративна рослина на водних об'єктах у північній Європі.
Корінь і листя використовуються в лікарських цілях як антибактеріальний, антихолестеринний, сечогінний, гіпоглікемічний і гіпотензивний засіб у В'єтнамі.

### У харчуванні
В їжу ідуть лише корені, бо надземна частина отруйна. Корені містять крохмаль, цукри, білкові речовини. Як і будь-який овоч, частуху їдять і сирою, і печеною, і вареною. На смак коріння нагадує солодку картоплю чи топінамбур. З вилущених та подрібнених кореневищ готують борошно й крупу.

## Галерея

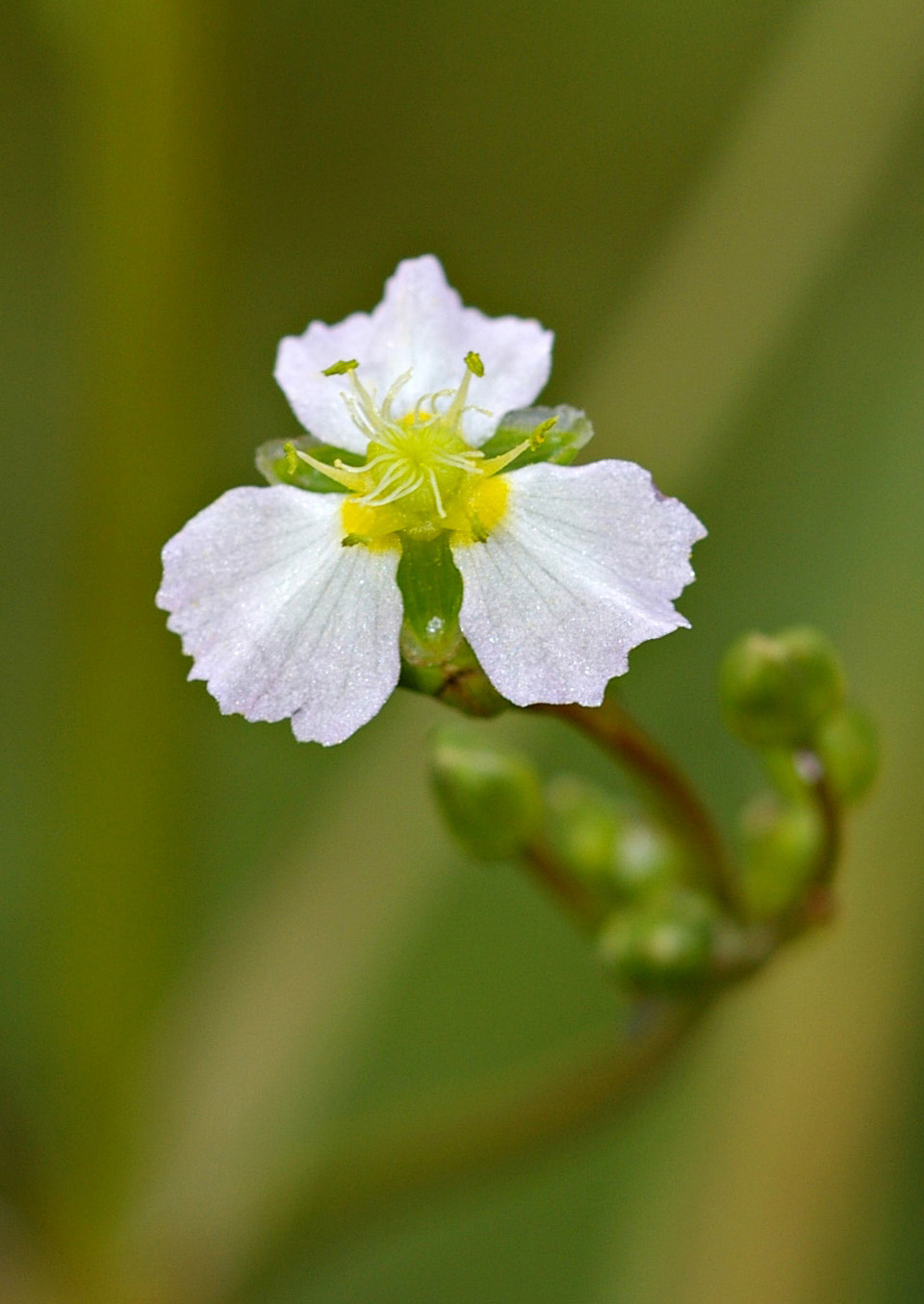
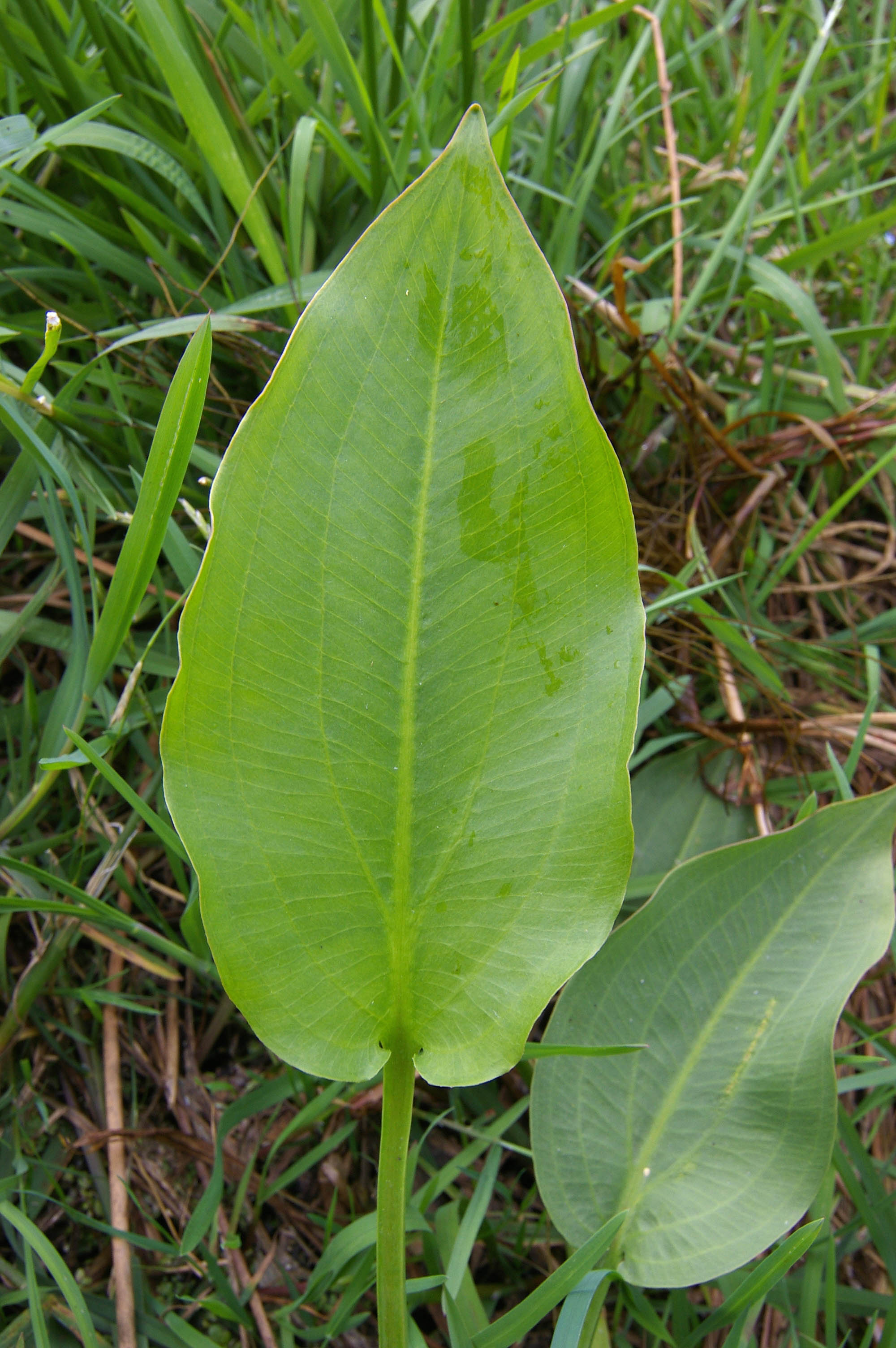
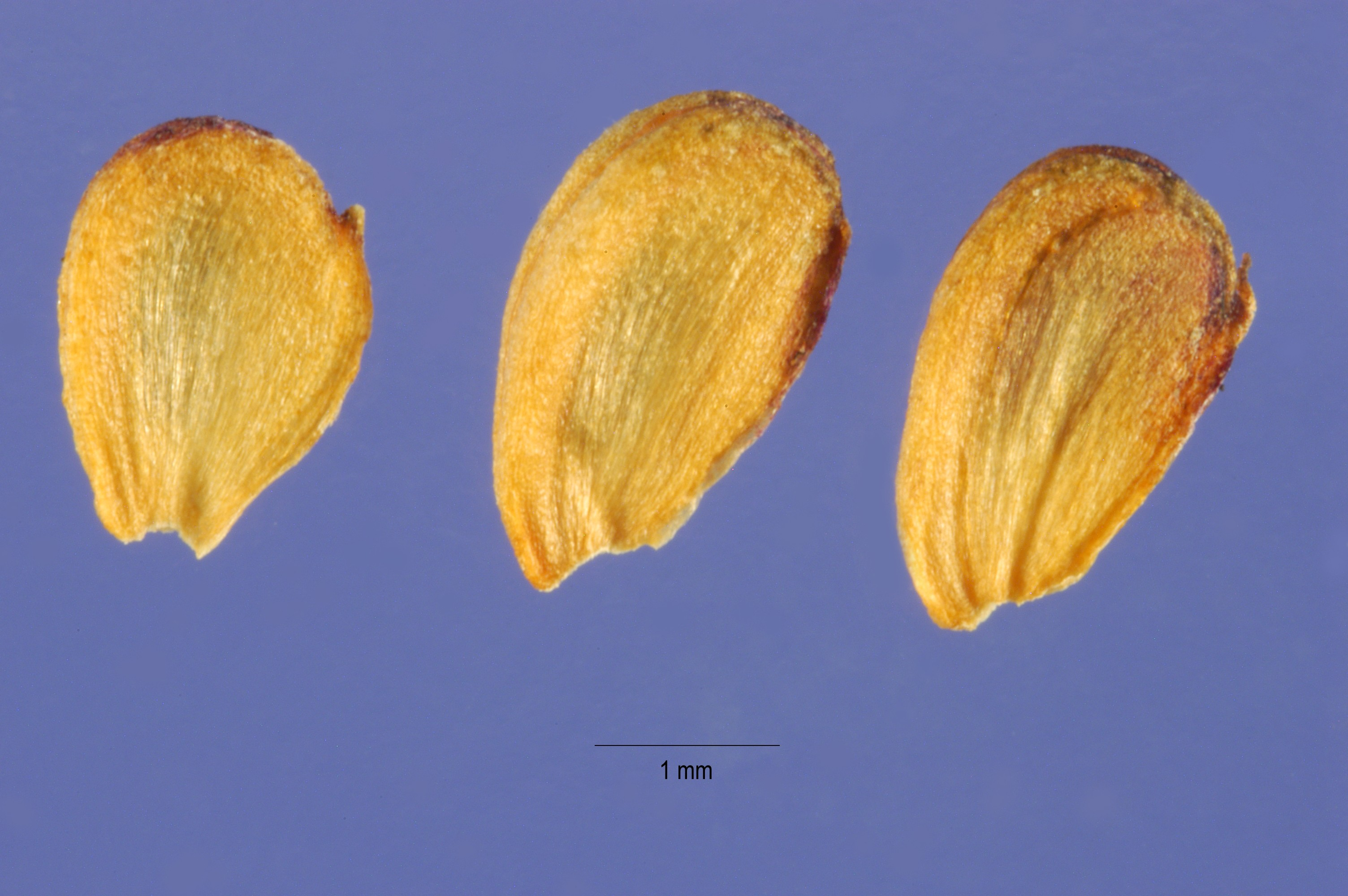
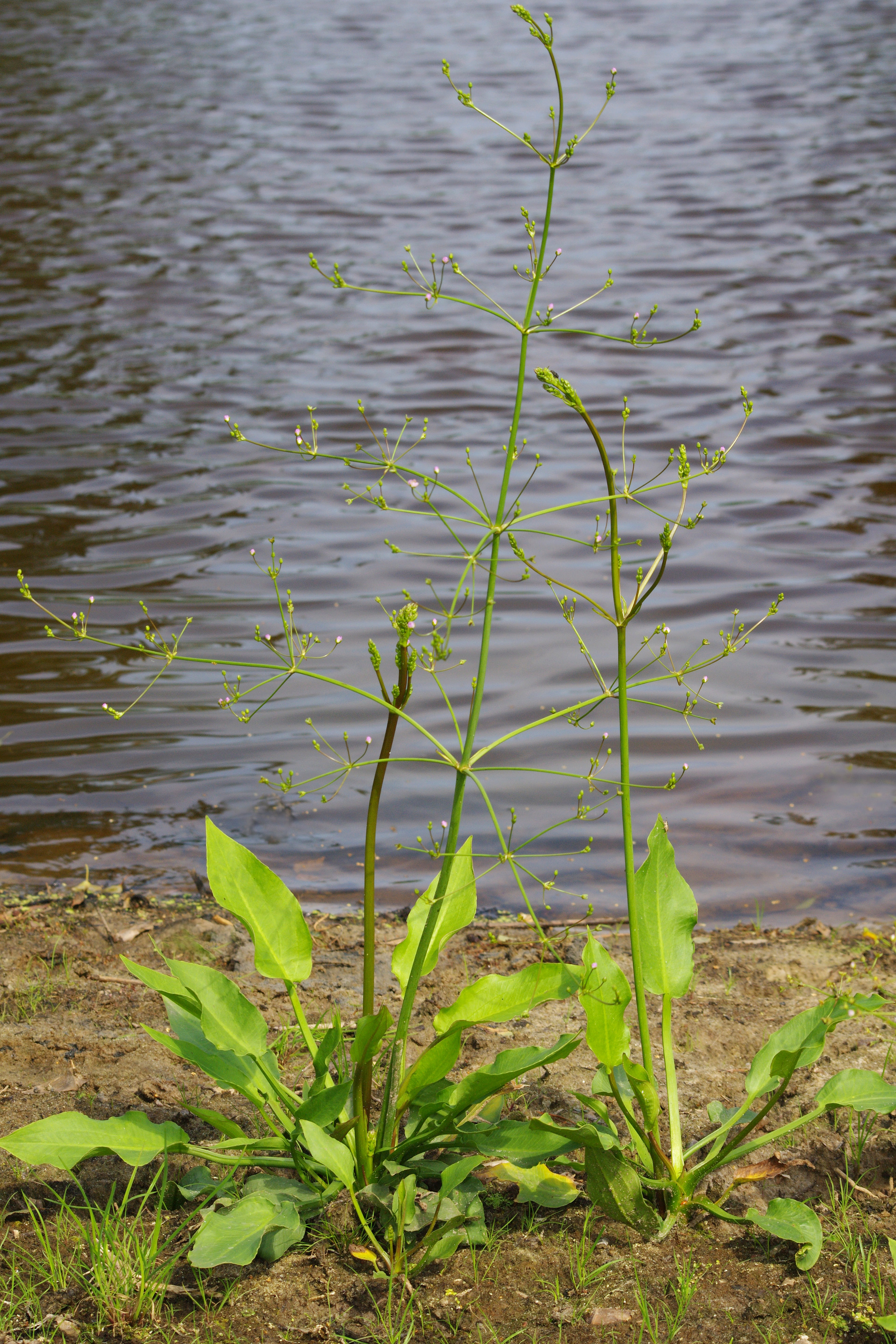